# Rešice
Rešice település Csehországban, a Znojmói járásban. Rešice Horní Dubňany, Horní Kounice, Tulešice, Dukovany és Rouchovany településekkel határos. Lakosainak száma 329 fő (2024. január 1.).

## Népesség
A település lakosságának változását az alábbi diagram mutatja:
| Lakosok száma | 435  | 534  | 636  | 555  | 455  | 351  | 345  | 342  | 333  | 329  |
|               | 1869 | 1890 | 1921 | 1950 | 1980 | 2001 | 2017 | 2019 | 2022 | 2024 |